# Леониха (Вологодская область)
Леониха — деревня в Кирилловском районе Вологодской области.
Входит в состав Талицкого сельского поселения, с точки зрения административно-территориального деления — в Талицкий сельсовет.
Расстояние по автодороге до районного центра Кириллова — 70 км, до центра муниципального образования Талиц — 5 км. Ближайшие населённые пункты — Прядихино, Рудаково, Бардуха, Зеленик, Черницыно, Петровское, Демидово.
По переписи 2002 года население — 12 человек.